# Copa de Oro de la Concacaf 2013
La Copa de Oro 2013 fue la vigésima segunda edición del máximo torneo de selecciones organizado por la Confederación de Fútbol Asociación de Norte, Centroamérica y el Caribe (Concacaf por sus siglas en inglés). Se llevó a cabo en Estados Unidos.

La competición tuvo lugar entre el 7 de julio y el 28 de julio de 2013, y fue ganada por la selección de los Estados Unidos, que también obtuvo el derecho para disputar un cupo para la Copa FIFA Confederaciones 2017 con el ganador de la Copa de Oro de la Concacaf 2015. El calendario, los grupos y horarios se dieron a conocer a mediados de marzo de 2013.

## Sedes
Treinta sedes en todos los Estados Unidos participaron en el inicio del proceso de selección de estadios con Soccer United Marketing, el socio de la Copa de Oro de la CONCACAF. El anuncio oficial de las sedes escogidas se dio a conocer el 23 de enero.

| Denver                 | East Hartford | Houston | Pasadena           |
| ---------------------- | --- | --- | ------------------ |
| Sports Authority Field | Rentschler Field | BBVA Compass Stadium | Estadio Rose Bowl  |
| Capacidad: 76 125      | Capacidad: 40 000 | Capacidad: 22 000 | Capacidad: 92 542  |
|                        | | |                    |
| Miami Gardens          | Denver East Hartford Houston Pasadena Miami Gardens Harrison Portland Chicago Sandy Seattle Atlanta Baltimore Arlington | Denver East Hartford Houston Pasadena Miami Gardens Harrison Portland Chicago Sandy Seattle Atlanta Baltimore Arlington | Harrison           |
| Sun Life Stadium       | Denver East Hartford Houston Pasadena Miami Gardens Harrison Portland Chicago Sandy Seattle Atlanta Baltimore Arlington | Denver East Hartford Houston Pasadena Miami Gardens Harrison Portland Chicago Sandy Seattle Atlanta Baltimore Arlington | Red Bull Arena     |
| Capacidad: 75 540      | Denver East Hartford Houston Pasadena Miami Gardens Harrison Portland Chicago Sandy Seattle Atlanta Baltimore Arlington | Denver East Hartford Houston Pasadena Miami Gardens Harrison Portland Chicago Sandy Seattle Atlanta Baltimore Arlington | Capacidad: 25 189  |
|                        | Denver East Hartford Houston Pasadena Miami Gardens Harrison Portland Chicago Sandy Seattle Atlanta Baltimore Arlington | Denver East Hartford Houston Pasadena Miami Gardens Harrison Portland Chicago Sandy Seattle Atlanta Baltimore Arlington |                    |
| Portland               | Chicago | Chicago | Sandy              |
| Jeld-Wen Field         | Soldier Field | Soldier Field | Rio Tinto Stadium  |
| Capacidad: 20 000      | Capacidad: 61 500 | Capacidad: 61 500 | Capacidad: 20 008  |
|                        | | |                    |
| Seattle                | Atlanta | Baltimore | Arlington          |
| CenturyLink Field      | Georgia Dome | M&T Bank Stadium | Cowboys Stadium    |
| Capacidad: 67 000      | Capacidad: 71 228 | Capacidad: 70 107 | Capacidad: 108 731 |
|                        | | |                    |

## Clasificación
Las selecciones de México, Estados Unidos y Canadá clasificaron automáticamente al certamen. Las selecciones centroamericanas disputaron la Copa Centroamericana 2013 y clasificaron los cinco primeros lugares del certamen, y fueron Costa Rica, Honduras, El Salvador, Belice y Panamá. Mientras en la Zona Caribeña disputaron la Copa del Caribe de 2012 y clasificaron Haití, Martinica, Trinidad y Tobago y Cuba.

## Equipos participantes

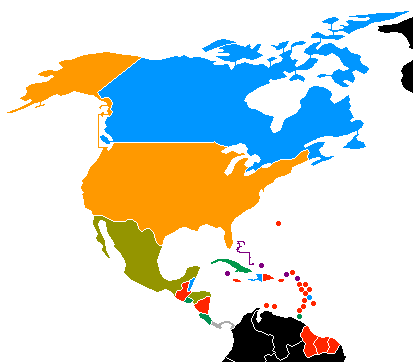
Campeón
Subcampeón
Semifinalista
Avanzó a segunda fase de la competición
Clasificado
No clasificó
No participó
No es miembro de CONCACAF

- En cursiva el equipo debutante.

| Clasificatorias | Clasificatorias |
| --------------- | --------------- |
| Caribe          | Centroamérica   |

| Equipos participantes | Equipos participantes | Equipos participantes | Equipos participantes |
| --------------------- | --------------------- | --------------------- | --------------------- |
| Belice                | Cuba                  | Haití                 | México                |
| Canadá                | El Salvador           | Honduras              | Panamá                |
| Costa Rica            | Estados Unidos        | Martinica             | Trinidad y Tobago     |

## Calendario y resultados
- Todos los horarios corresponden a la hora de verano del Este de los Estados Unidos: UTC-4.
- Leyenda: Pts: Puntos; PJ: Partidos jugados; PG: Partidos ganados; PE: Partidos empatados; PP: Partidos perdidos; GF: Goles a favor; GC: Goles en contra; Dif: Diferencia de goles.

### Primera fase

#### Grupo A
| Equipo    | Pts | PJ | PG | PE | PP | GF | GC | Dif |
| --------- | --- | -- | -- | -- | -- | -- | -- | --- |
| Panamá    | 7   | 3  | 2  | 1  | 0  | 3  | 1  | 2   |
| México    | 6   | 3  | 2  | 0  | 1  | 6  | 3  | 3   |
| Martinica | 3   | 3  | 1  | 0  | 2  | 2  | 4  | -2  |
| Canadá    | 1   | 3  | 0  | 1  | 2  | 0  | 3  | -3  |

| 7 de julio de 2013 - 17:30 | Canadá | 0:1 (0:0) | Martinica      | Rose Bowl, Pasadena                                     |                                                         |
|                            |        | Reporte   | Reuperné 90+2' | Asistencia: 56 822 espectadores Árbitro(s): Marcos Brea | Asistencia: 56 822 espectadores Árbitro(s): Marcos Brea |

| 7 de julio de 2013 - 20:00 | México       | 1:2 (1:1) | Panamá                  | Rose Bowl, Pasadena                                        |                                                            |
|                            | Fabián 45+2' | Reporte   | G. Torres 7' (pen.) 48' | Asistencia: 56 822 espectadores Árbitro(s): Wálter Quesada | Asistencia: 56 822 espectadores Árbitro(s): Wálter Quesada |

| 11 de julio de 2013 - 20:30 | Panamá               | 1:0 (0:0) | Martinica | CenturyLink Field, Seattle                                 |                                                            |
|                             | G. Torres 84' (pen.) | Reporte   |           | Asistencia: 28 354 espectadores Árbitro(s): Armando Castro | Asistencia: 28 354 espectadores Árbitro(s): Armando Castro |

| 11 de julio de 2013 - 23:00 | México                             | 2:0 (1:0) | Canadá | CenturyLink Field, Seattle                               |                                                          |
|                             | R. Jiménez 41' · Fabián 56' (pen.) | Reporte   |        | Asistencia: 28 354 espectadores Árbitro(s): Joel Aguilar | Asistencia: 28 354 espectadores Árbitro(s): Joel Aguilar |

| 14 de julio de 2013 - 15:30 | Panamá | 0:0     | Canadá | Sports Authority Field, Denver                             |                                                            |
|                             |        | Reporte |        | Asistencia: 30 000 espectadores Árbitro(s): Wálter Quesada | Asistencia: 30 000 espectadores Árbitro(s): Wálter Quesada |

| 14 de julio de 2013 - 18:00 | Martinica            | 1:3 (1:2) | México                              | Sports Authority Field, Denver                          |                                                         |
|                             | Parsemain 42' (pen.) | Reporte   | Fabián 20' · Montes 33' · Ponce 89' | Asistencia: 30 000 espectadores Árbitro(s): Mark Geiger | Asistencia: 30 000 espectadores Árbitro(s): Mark Geiger |

#### Grupo B
| Equipo            | Pts | PJ | PG | PE | PP | GF | GC | Dif |
| ----------------- | --- | -- | -- | -- | -- | -- | -- | --- |
| Honduras          | 6   | 3  | 2  | 0  | 1  | 3  | 2  | 1   |
| Trinidad y Tobago | 4   | 3  | 1  | 1  | 1  | 4  | 4  | 0   |
| El Salvador       | 4   | 3  | 1  | 1  | 1  | 3  | 3  | 0   |
| Haití             | 3   | 3  | 1  | 0  | 2  | 2  | 3  | -1  |

| 8 de julio de 2013 - 19:00 | El Salvador    | 2:2 (1:1) | Trinidad y Tobago         | Red Bull Arena, Harrison                                            |                                                                     |
|                            | Zelaya 21' 68' | Reporte   | Daniel 10' · K. Jones 72' | Asistencia: 20 000 espectadores Árbitro(s): Marco Antonio Rodríguez | Asistencia: 20 000 espectadores Árbitro(s): Marco Antonio Rodríguez |

| 8 de julio de 2013 - 21:30 | Haití | 0:2 (0:1) | Honduras                       | Red Bull Arena, Harrison                              |                                                       |
|                            |       | Reporte   | R. Martínez 3' · M. Chávez 77' | Asistencia: 20 000 espectadores Árbitro(s): Hugo Cruz | Asistencia: 20 000 espectadores Árbitro(s): Hugo Cruz |

| 12 de julio de 2013 - 19:00 | Trinidad y Tobago | 0:2 (0:1) | Haití           | Sun Life Stadium, Miami Gardens                                    |                                                                    |
|                             |                   | Reporte   | Maurice 16' 53' | Asistencia: 28 713 espectadores Árbitro(s): Jeffrey Solís Calderón | Asistencia: 28 713 espectadores Árbitro(s): Jeffrey Solís Calderón |

| 12 de julio de 2013 - 21:30 | Honduras      | 1:0 (0:0) | El Salvador | Sun Life Stadium, Miami Gardens                          |                                                          |
|                             | Claros 90 +2' | Reporte   |             | Asistencia: 28 713 espectadores Árbitro(s): Jair Marrufo | Asistencia: 28 713 espectadores Árbitro(s): Jair Marrufo |

| 15 de julio de 2013 - 19:00 | El Salvador | 1:0 (0:0) | Haití | BBVA Compass Stadium, Houston                             |                                                           |
|                             | Zelaya 76'  | Reporte   |       | Asistencia: 21 783 espectadores Árbitro(s): Javier Santos | Asistencia: 21 783 espectadores Árbitro(s): Javier Santos |

| 15 de julio de 2013 - 21:30 | Honduras | 0:2 (0:0) | Trinidad y Tobago                | BBVA Compass Stadium, Houston                               |                                                             |
|                             |          | Reporte   | K. Jones 47' (pen.) · Molino 66' | Asistencia: 21 783 espectadores Árbitro(s): Marco Rodríguez | Asistencia: 21 783 espectadores Árbitro(s): Marco Rodríguez |

#### Grupo C
| Equipo         | Pts | PJ | PG | PE | PP | GF | GC | Dif |
| -------------- | --- | -- | -- | -- | -- | -- | -- | --- |
| Estados Unidos | 9   | 3  | 3  | 0  | 0  | 11 | 2  | 9   |
| Costa Rica     | 6   | 3  | 2  | 0  | 1  | 4  | 1  | 3   |
| Cuba           | 3   | 3  | 1  | 0  | 2  | 5  | 7  | -2  |
| Belice         | 0   | 3  | 0  | 0  | 3  | 1  | 11 | -10 |

| 9 de julio de 2013 - 20:30 | Costa Rica                      | 3:0 (0:0) | Cuba | Jeld-Wen Field, Portland                                  |                                                           |
|                            | Barrantes 50' 76' · Arrieta 71' | Reporte   |      | Asistencia: 18 724 espectadores Árbitro(s): Elmer Bonilla | Asistencia: 18 724 espectadores Árbitro(s): Elmer Bonilla |

| 9 de julio de 2013 - 23:00 | Belice      | 1:6 (1:3) | Estados Unidos                                                         | Jeld-Wen Field, Portland                                     |                                                              |
|                            | Gaynair 39' | Reporte   | Wondolowski 11' 36' 40' · Holden 57' · Orozco 71' · Donovan 75' (pen.) | Asistencia: 18 724 espectadores Árbitro(s): Héctor Rodríguez | Asistencia: 18 724 espectadores Árbitro(s): Héctor Rodríguez |

| 13 de julio de 2013 - 15:30 | Estados Unidos                                          | 4:1 (1:1) | Cuba          | Rio Tinto Stadium, Sandy                                 |                                                          |
|                             | Donovan 45+1' (pen.) · Corona 56' · Wondolowski 65' 84' | Reporte   | - Alfonso 35' | Asistencia: 17 597 espectadores Árbitro(s): David Gantar | Asistencia: 17 597 espectadores Árbitro(s): David Gantar |

| 13 de julio de 2013 - 18:00 | Costa Rica       | 1:0 (0:0) | Belice | Rio Tinto Stadium, Sandy                                      |                                                               |
|                             | Eiley 48' (a.g.) | Reporte   |        | Asistencia: 17 597 espectadores Árbitro(s): Enrico Wijngaarde | Asistencia: 17 597 espectadores Árbitro(s): Enrico Wijngaarde |

| 16 de julio de 2013 - 17:30 | Cuba                                    | 4:0 (1:0) | Belice | Rentschler Field, East Hartford                               |                                                               |
|                             | Martínez 37' 61' 83' · Y. Márquez 90+2' | Reporte   |        | Asistencia: 25 432 espectadores Árbitro(s): Enrico Wijngaarde | Asistencia: 25 432 espectadores Árbitro(s): Enrico Wijngaarde |

| 16 de julio de 2013 - 20:00 | Estados Unidos | 1:0 (0:0) | Costa Rica | Rentschler Field, East Hartford                               |                                                               |
|                             | Shea 81'       | Reporte   |            | Asistencia: 25 432 espectadores Árbitro(s): Courtney Campbell | Asistencia: 25 432 espectadores Árbitro(s): Courtney Campbell |

#### Mejores terceros
| Selección   | Gr. | Pts. | PJ | PG | PE | PP | GF | GC | Dif |
| ----------- | --- | ---- | -- | -- | -- | -- | -- | -- | --- |
| El Salvador | B   | 4    | 3  | 1  | 1  | 1  | 3  | 3  | 0   |
| Cuba        | C   | 3    | 3  | 1  | 0  | 2  | 5  | 7  | -2  |
| Martinica   | A   | 3    | 3  | 1  | 0  | 2  | 2  | 4  | -2  |

### Segunda fase
|  | Cuartos de final  | Cuartos de final |                |   | Semifinales | Semifinales |  |  | Final | Final |
|  |                   |                  |                |   |             |             |  |  |       |       |
|  | 21 de julio       |                  |                |   |             |             |  |  |       |       |
|  |                   |                  |                |   |             |             |  |  |       |       |
|  | Estados Unidos    | 5                |                |   |             |             |  |  |       |       |
|  | Estados Unidos    | 5                | 24 de julio    |   |             |             |  |  |       |       |
|  | El Salvador       | 1                |                |   |             |             |  |  |       |       |
|  | El Salvador       | 1                | Estados Unidos | 3 |             |             |  |  |       |       |
|  | 21 de julio       |                  | Estados Unidos | 3 |             |             |  |  |       |       |
|  |                   | Honduras         | 1              |   |             |             |  |  |       |       |
|  | Honduras          | Honduras         | 1              | 1 |             |             |  |  |       |       |
|  | Honduras          |                  | 28 de julio    | 1 |             |             |  |  |       |       |
|  | Costa Rica        | 0                |                |   |             |             |  |  |       |       |
|  | Costa Rica        | 0                | Estados Unidos | 1 |             |             |  |  |       |       |
|  | 20 de julio       |                  | Estados Unidos | 1 |             |             |  |  |       |       |
|  |                   | Panamá           | 0              |   |             |             |  |  |       |       |
|  | Panamá            | Panamá           | 0              | 6 |             |             |  |  |       |       |
|  | Panamá            | 24 de julio      |                | 6 |             |             |  |  |       |       |
|  | Cuba              | 1                |                |   |             |             |  |  |       |       |
|  | Cuba              | 1                | Panamá         | 2 |             |             |  |  |       |       |
|  | 20 de julio       |                  | Panamá         | 2 |             |             |  |  |       |       |
|  |                   | México           | 1              |   |             |             |  |  |       |       |
|  | México            | México           | 1              | 1 |             |             |  |  |       |       |
|  | México            |                  |                | 1 |             |             |  |  |       |       |
|  | Trinidad y Tobago | 0                |                |   |             |             |  |  |       |       |
|  | Trinidad y Tobago | 0                |                |   |             |             |  |  |       |       |

#### Cuartos de final
| 20 de julio de 2013 - 15:30 | Panamá                                                                       | 6:1 (2:1) | Cuba        | Georgia Dome, Atlanta                                   |                                                         |
|                             | G. Torres 25' (pen.) 38' · C. Rodríguez 68' · B. Pérez 78' 87' · Jiménez 84' | Reporte   | Alfonso 21' | Asistencia: 54 229 espectadores Árbitro(s): Mark Geiger | Asistencia: 54 229 espectadores Árbitro(s): Mark Geiger |

| 20 de julio de 2013 - 18:30 | México         | 1:0 (0:0) | Trinidad y Tobago | Georgia Dome, Atlanta                                    |                                                          |
|                             | R. Jiménez 85' | Reporte   |                   | Asistencia: 54 229 espectadores Árbitro(s): Joel Aguilar | Asistencia: 54 229 espectadores Árbitro(s): Joel Aguilar |

| 21 de julio de 2013 - 16:00 | Estados Unidos                                                         | 5:1 (2:1) | El Salvador       | M&T Bank Stadium, Baltimore                                   |                                                               |
|                             | Goodson 21' · Corona 29' · E. Johnson 60' · Donovan 78' · Diskerud 84' | Reporte   | Zelaya 39' (pen.) | Asistencia: 70 540 espectadores Árbitro(s): Enrico Wijngaarde | Asistencia: 70 540 espectadores Árbitro(s): Enrico Wijngaarde |

| 21 de julio de 2013 - 19:00 | Honduras  | 1:0 (0:0) | Costa Rica | M&T Bank Stadium, Baltimore                                   |                                                               |
|                             | Najar 49' | Reporte   |            | Asistencia: 70 540 espectadores Árbitro(s): Courtney Campbell | Asistencia: 70 540 espectadores Árbitro(s): Courtney Campbell |

#### Semifinales
| 24 de julio de 2013 - 19:00 | Estados Unidos                   | 3:1 (2:0) | Honduras   | Cowboys Stadium, Arlington                                 |                                                            |
|                             | E. Johnson 11' · Donovan 27' 53' | Reporte   | Medina 52' | Asistencia: 81 410 espectadores Árbitro(s): Wálter Quesada | Asistencia: 81 410 espectadores Árbitro(s): Wálter Quesada |

| 24 de julio de 2013 - 22:00 | Panamá                       | 2:1 (1:1) | México     | Cowboys Stadium, Arlington                                    |                                                               |
|                             | B. Pérez 13' · R. Torres 60' | Reporte   | Montes 26' | Asistencia: 81 410 espectadores Árbitro(s): Courtney Campbell | Asistencia: 81 410 espectadores Árbitro(s): Courtney Campbell |

#### Final
| 28 de julio de 2013 - 16:00 | Estados Unidos | 1:0 (0:0) | Panamá | Soldier Field, Chicago                                   |                                                          |
|                             | Shea 68'       | Reporte   |        | Asistencia: 57 920 espectadores Árbitro(s): Joel Aguilar | Asistencia: 57 920 espectadores Árbitro(s): Joel Aguilar |

|                           |
| Bandera de Estados Unidos |
| Campeón Estados Unidos    |
| Quinto título             |

## Estadísticas
| Jugador                 | Selección      | Goles | PJ |
| ----------------------- | -------------- | ----- | -- |
| Chris Wondolowski       | Estados Unidos | 5     | 5  |
| Gabriel Torres          | Panamá         | 5     | 5  |
| Landon Donovan          | Estados Unidos | 5     | 6  |
| Rodolfo Zelaya          | El Salvador    | 4     | 4  |
| Ariel Martínez          | Cuba           | 3     | 4  |
| Blas Pérez              | Panamá         | 3     | 5  |
| Marco Fabián de la Mora | México         | 3     | 5  |

| Lista completa | Lista completa    | Lista completa | Lista completa | Lista completa |
| --- | ----------------- | -------------- | -------------- | -------------- |
| \| Jugador \| Selección \| \| PJ \| \| ------------------------ \| ----------------- \| - \| -- \| \| Eddie Johnson \| Estados Unidos \| 2 \| 3 \| \| Michael Barrantes \| Costa Rica \| 2 \| 3 \| \| Jean-Eudes Maurice \| Haití \| 2 \| 3 \| \| José Ciprian Alfonso \| Cuba \| 2 \| 4 \| \| Kenwyne Jones \| Trinidad y Tobago \| 2 \| 4 \| \| Luis Montes \| México \| 2 \| 4 \| \| Raúl Jiménez \| México \| 2 \| 5 \| \| Joe Corona \| Estados Unidos \| 2 \| 5 \| \| Brek Shea \| Estados Unidos \| 2 \| 6 \| \| Fabrice Reuperné \| Martinica \| 1 \| 2 \| \| Kevin Molino \| Trinidad y Tobago \| 1 \| 2 \| \| Miguel Ángel Ponce \| México \| 1 \| 2 \| \| Kévin Parsemain \| Martinica \| 1 \| 3 \| \| Ian Gaynair \| Belice \| 1 \| 3 \| \| Keon Daniel \| Trinidad y Tobago \| 1 \| 3 \| \| Nery Medina \| Honduras \| 1 \| 3 \| \| Marvin Chávez \| Honduras \| 1 \| 4 \| \| Rony Martínez \| Honduras \| 1 \| 4 \| \| Jorge Claros \| Honduras \| 1 \| 4 \| \| Andy Najar \| Honduras \| 1 \| 4 \| \| Yénier Márquez \| Cuba \| 1 \| 4 \| \| Jairo Arrieta \| Costa Rica \| 1 \| 4 \| \| Michael Orozco \| Estados Unidos \| 1 \| 4 \| \| Stuart Holden \| Estados Unidos \| 1 \| 5 \| \| Clarence Goodson \| Estados Unidos \| 1 \| 5 \| \| Jairo Jiménez \| Panamá \| 1 \| 5 \| \| Román Torres \| Panamá \| 1 \| 5 \| \| Carlos Gabriel Rodríguez \| Panamá \| 1 \| 5 \| \| Mikkel Diskerud \| Estados Unidos \| 1 \| 6 \| |                   |                |                |                |
| Jugador | Selección         | Goles          | PJ             |                |
| Eddie Johnson | Estados Unidos    | 2              | 3              |                |
| Michael Barrantes | Costa Rica        | 2              | 3              |                |
| Jean-Eudes Maurice | Haití             | 2              | 3              |                |
| José Ciprian Alfonso | Cuba              | 2              | 4              |                |
| Kenwyne Jones | Trinidad y Tobago | 2              | 4              |                |
| Luis Montes | México            | 2              | 4              |                |
| Raúl Jiménez | México            | 2              | 5              |                |
| Joe Corona | Estados Unidos    | 2              | 5              |                |
| Brek Shea | Estados Unidos    | 2              | 6              |                |
| Fabrice Reuperné | Martinica         | 1              | 2              |                |
| Kevin Molino | Trinidad y Tobago | 1              | 2              |                |
| Miguel Ángel Ponce | México            | 1              | 2              |                |
| Kévin Parsemain | Martinica         | 1              | 3              |                |
| Ian Gaynair | Belice            | 1              | 3              |                |
| Keon Daniel | Trinidad y Tobago | 1              | 3              |                |
| Nery Medina | Honduras          | 1              | 3              |                |
| Marvin Chávez | Honduras          | 1              | 4              |                |
| Rony Martínez | Honduras          | 1              | 4              |                |
| Jorge Claros | Honduras          | 1              | 4              |                |
| Andy Najar | Honduras          | 1              | 4              |                |
| Yénier Márquez | Cuba              | 1              | 4              |                |
| Jairo Arrieta | Costa Rica        | 1              | 4              |                |
| Michael Orozco | Estados Unidos    | 1              | 4              |                |
| Stuart Holden | Estados Unidos    | 1              | 5              |                |
| Clarence Goodson | Estados Unidos    | 1              | 5              |                |
| Jairo Jiménez | Panamá            | 1              | 5              |                |
| Román Torres | Panamá            | 1              | 5              |                |
| Carlos Gabriel Rodríguez | Panamá            | 1              | 5              |                |
| Mikkel Diskerud | Estados Unidos    | 1              | 6              |                |

| Jugador                  | Selección         | Goles | PJ |
| ------------------------ | ----------------- | ----- | -- |
| Eddie Johnson            | Estados Unidos    | 2     | 3  |
| Michael Barrantes        | Costa Rica        | 2     | 3  |
| Jean-Eudes Maurice       | Haití             | 2     | 3  |
| José Ciprian Alfonso     | Cuba              | 2     | 4  |
| Kenwyne Jones            | Trinidad y Tobago | 2     | 4  |
| Luis Montes              | México            | 2     | 4  |
| Raúl Jiménez             | México            | 2     | 5  |
| Joe Corona               | Estados Unidos    | 2     | 5  |
| Brek Shea                | Estados Unidos    | 2     | 6  |
| Fabrice Reuperné         | Martinica         | 1     | 2  |
| Kevin Molino             | Trinidad y Tobago | 1     | 2  |
| Miguel Ángel Ponce       | México            | 1     | 2  |
| Kévin Parsemain          | Martinica         | 1     | 3  |
| Ian Gaynair              | Belice            | 1     | 3  |
| Keon Daniel              | Trinidad y Tobago | 1     | 3  |
| Nery Medina              | Honduras          | 1     | 3  |
| Marvin Chávez            | Honduras          | 1     | 4  |
| Rony Martínez            | Honduras          | 1     | 4  |
| Jorge Claros             | Honduras          | 1     | 4  |
| Andy Najar               | Honduras          | 1     | 4  |
| Yénier Márquez           | Cuba              | 1     | 4  |
| Jairo Arrieta            | Costa Rica        | 1     | 4  |
| Michael Orozco           | Estados Unidos    | 1     | 4  |
| Stuart Holden            | Estados Unidos    | 1     | 5  |
| Clarence Goodson         | Estados Unidos    | 1     | 5  |
| Jairo Jiménez            | Panamá            | 1     | 5  |
| Román Torres             | Panamá            | 1     | 5  |
| Carlos Gabriel Rodríguez | Panamá            | 1     | 5  |
| Mikkel Diskerud          | Estados Unidos    | 1     | 6  |

| Jugador      | Selección | Autogoles                     |
| ------------ | --------- | ----------------------------- |
| Dalton Eiley | Belice    | 1 (Jugando contra Costa Rica) |

| Jugador          | Selección      | Asistencias | PJ |
| ---------------- | -------------- | ----------- | -- |
| Landon Donovan   | Estados Unidos | 7           | 6  |
| Alejandro Bedoya | Estados Unidos | 3           | 4  |
| Miguel Layún     | México         | 2           | 4  |
| Kyle Beckerman   | Estados Unidos | 2           | 5  |
| Alexander López  | Honduras       | 2           | 5  |
| Alberto Quintero | Panamá         | 2           | 5  |

| Lista completa | Lista completa    | Lista completa | Lista completa | Lista completa |
| --- | ----------------- | -------------- | -------------- | -------------- |
| \| Jugador \| Selección \| \| PJ \| \| ------------------------ \| ----------------- \| - \| -- \| \| Eddie Johnson \| Estados Unidos \| 1 \| 3 \| \| Marvin Chávez \| Honduras \| 1 \| 4 \| \| Kenwyne Jones \| Trinidad y Tobago \| 1 \| 4 \| \| Ariel Martínez \| Cuba \| 1 \| 4 \| \| Luis Montes \| México \| 1 \| 4 \| \| Marco Fabián de la Mora \| México \| 1 \| 5 \| \| Jairo Jiménez \| Panamá \| 1 \| 5 \| \| Blas Pérez \| Panamá \| 1 \| 5 \| \| Carlos Gabriel Rodríguez \| Panamá \| 1 \| 5 \| \| Gabriel Torres \| Panamá \| 1 \| 5 \| \| Chris Wondolowski \| Estados Unidos \| 1 \| 5 \| |                   |                |                |                |
| Jugador | Selección         | Asistencias    | PJ             |                |
| Eddie Johnson | Estados Unidos    | 1              | 3              |                |
| Marvin Chávez | Honduras          | 1              | 4              |                |
| Kenwyne Jones | Trinidad y Tobago | 1              | 4              |                |
| Ariel Martínez | Cuba              | 1              | 4              |                |
| Luis Montes | México            | 1              | 4              |                |
| Marco Fabián de la Mora | México            | 1              | 5              |                |
| Jairo Jiménez | Panamá            | 1              | 5              |                |
| Blas Pérez | Panamá            | 1              | 5              |                |
| Carlos Gabriel Rodríguez | Panamá            | 1              | 5              |                |
| Gabriel Torres | Panamá            | 1              | 5              |                |
| Chris Wondolowski | Estados Unidos    | 1              | 5              |                |

| Jugador                  | Selección         | Asistencias | PJ |
| ------------------------ | ----------------- | ----------- | -- |
| Eddie Johnson            | Estados Unidos    | 1           | 3  |
| Marvin Chávez            | Honduras          | 1           | 4  |
| Kenwyne Jones            | Trinidad y Tobago | 1           | 4  |
| Ariel Martínez           | Cuba              | 1           | 4  |
| Luis Montes              | México            | 1           | 4  |
| Marco Fabián de la Mora  | México            | 1           | 5  |
| Jairo Jiménez            | Panamá            | 1           | 5  |
| Blas Pérez               | Panamá            | 1           | 5  |
| Carlos Gabriel Rodríguez | Panamá            | 1           | 5  |
| Gabriel Torres           | Panamá            | 1           | 5  |
| Chris Wondolowski        | Estados Unidos    | 1           | 5  |

### Tabla general
| Fase | Equipo | Equipo            | Grupo | Pts | PJ | PG | PE | PP | GF | GC | Dif | Rend |
| ---- | ------ | ----------------- | ----- | --- | -- | -- | -- | -- | -- | -- | --- | ---- |
| F    | 1      | Estados Unidos    | C     | 18  | 6  | 6  | 0  | 0  | 20 | 4  | 16  | 100% |
| F    | 2      | Panamá            | A     | 13  | 6  | 4  | 1  | 1  | 11 | 4  | 7   | 72%  |
| SF   | 3      | México            | A     | 9   | 5  | 3  | 0  | 2  | 8  | 5  | 3   | 60%  |
| SF   | 4      | Honduras          | B     | 9   | 5  | 3  | 0  | 2  | 5  | 5  | 0   | 60%  |
| CF   | 5      | Costa Rica        | C     | 6   | 4  | 2  | 0  | 2  | 4  | 2  | 2   | 50%  |
| CF   | 6      | Trinidad y Tobago | B     | 4   | 4  | 1  | 1  | 2  | 4  | 5  | -1  | 33%  |
| CF   | 7      | El Salvador       | B     | 4   | 4  | 1  | 1  | 2  | 4  | 8  | -4  | 33%  |
| CF   | 8      | Cuba              | C     | 3   | 4  | 1  | 0  | 3  | 6  | 13 | -7  | 25%  |
| GR   | 9      | Haití             | B     | 3   | 3  | 1  | 0  | 2  | 2  | 3  | -1  | 33%  |
| GR   | 10     | Martinica         | A     | 3   | 3  | 1  | 0  | 2  | 2  | 4  | -2  | 33%  |
| GR   | 11     | Canadá            | A     | 1   | 3  | 0  | 1  | 2  | 0  | 3  | -3  | 11%  |
| GR   | 12     | Belice            | C     | 0   | 3  | 0  | 0  | 3  | 1  | 11 | -10 | 0%   |

## Premios y reconocimientos
De acuerdo al reglamento, al término de la competición se entregan 4 premios elegidos por el Grupo de Estudio Técnico del torneo: Balón de Oro, Bota de Oro, Guante de Oro y premio Fair Play.

### Balón de Oro
Premio al mejor jugador del torneo (MVP) otorgado al futbolista que tuvo, en general, el mejor desempeño durante el torneo fue presentado por Miller Lite
- Landon Donovan

El delantero estadounidense estuvo presente en los seis partidos que jugó su selección en los que anotó cinco goles y registró siete asistencias de gol, además fue elegido tres veces jugador del partido, en la fase de grupos ante Costa Rica y en cuartos de final y semifinales contra El Salvador y Honduras respectivamente. Landon Donovan es premiado por primera vez con esta distinción después de haber participado en 6 ediciones de la Copa de Oro.

### Bota de oro
El premio al goleador del torneo presentado por Santander, fue compartido por tres jugadores al no existir un criterio de desempate en caso haya dos o más jugadores con la misma cantidad de goles al final del torneo. Los tres jugadores anotaron 5 goles.
- Chris Wondolowski

El delantero estadounidense estuvo presente en 5 de los 6 partidos que jugó su selección, anotó sus cinco goles en los dos primeros partidos de la fase de grupos, tres ante Belice y dos a Cuba, partidos en los que además fue elegido como mejor jugador. También registró una asistencia de gol.
- Gabriel Torres

El delantero panameño participó en 5 de los 6 partidos que jugó su selección, le anotó 2 goles a México en el primer partido de la fase de grupos y uno a Martinica en el segundo, luego completó sus 5 goles marcándole dos Cuba en los cuartos de final del torneo, además registró una asistencia de gol y fue elegido como jugador del partido en dos ocasiones. Gabriel Torres se convierte en el segundo panameño que resulta goleador de una Copa Oro después que Luis Tejada lo hiciera en la Copa de Oro 2005, aunque en esa ocasión Tejada también compartió el premio con otros cuatro jugadores entre ellos Landon Donovan.
- Landon Donovan

Esta fue la tercera vez que Landon Donovan consigue ser goleador de la Copa de Oro y fue también la tercera vez que tiene que compartir el premio. La primera ocasión fue en la Copa de Oro 2003 donde compartió el premio con el costarricense Walter Centeno y la segunda en la edición de la Copa de Oro 2005 antes mencionada.

### Guante de Oro
Premio al mejor portero del torneo presentado por Sprint.
- Jaime Penedo

El arquero panameño participó en 5 partidos de los 6 que jugó su selección en los que recibió 4 goles y mantuvo su arco invicto solo en el partido ante Martinica en la fase de grupos. Esta es la segunda vez que Jaime Penedo gana este reconocimiento después de haber participado en 5 ediciones de la Copa de Oro, fue en la Copa de Oro 2005 la primera vez que se le otorgó este premio.

### Premio al juego limpio
Premio Fairplay otorgado a la selección que practicó mejor el juego limpio, presentado por State Farm.
- Panamá

La selección panameña acumuló 4 tarjetas amarillas y ninguna tarjeta roja en los seis partidos que disputó.

## Símbolos

### Canción oficial
Fue anunciado que la canción Cups (de la película Pitch Perfect), interpretada por la actriz Anna Kendrick, fue  seleccionada como la canción oficial del torneo.